# コンフォート・フォー・チェンジ
コンフォート・フォー・チェンジ(Comfort For Change)とは、アメリカ合衆国,アリゾナ州フェニックスにて結成されたスクリーモバンドである。メンバー全員が、影響を受けたアーティストとして"Deftones"や"Killswitch Engage"等を挙げている。

## 現在のメンバー
- リチャード・カーリス/Richard Carlise - (ヴォーカル)

日本でも人気の高いロックバンド"Cage9"のドラマーを務めているゴードンの弟で、アンソニー・キャメロン等と共に"Stacmode"というバンドを結成していた。
- アンソニー・ガブッジ/Anthony Gabuzzi - (ギター)
- キャメロン・クック/Cameron Cook - (ギター)
- スティーヴン・メディゴビッチ/Steven Medigovich - (ベース)

過去に"Kill The New Kelly"というバンドに所属していた。
- ベン・アンダーソン/Ben Anderson - (ドラム)

過去に"Depiction Of A Massacre"というバンドに所属していた。

## 略歴
2005年に、元々違うローカルバンドに所属していたメンバー達によって、アリゾナ州フェニックスにて結成された。アリゾナ州で最大のロックフェスティバル「Edge Festival」にて、見事予選を勝ち抜いてメインステージでの公演権を獲得するなど、かなり早い段階から頭角を現していた。その後も、"Jimmy Eat World"や"Plain White T's"等の大物バンドとの共演を果たしながら、アメリカ南西部での知名度を着実に上げていき、日本のレコードレーベルTriple visionと契約を結ぶ。そして2008年12月3日に、1stアルバム「Stories That Didn't Hit The Page 」をリリース。

## 特徴
彼らの得意とする楽曲は「ヘビィで荒削りなギターサウンドに、絶叫を交えながら、美しいコーラスを繰り出す典型的なスクリーモスタイル」だが、所々にラテンミュージックからの影響を感じされる箇所がある。また、メンバーそれぞれが元々違うバンドで活躍していた経験もあってか、1stアルバム「Stories That Didn't Hit The Page」に収録されている楽曲は、どれもクオリティが高いものとなっている。

## ディスコグラフィー

### アルバム
| 発売日        | アルバムのタイトル               | 販売レーベル  | 全米ビルボードアルバムチャート最高位 | セールス |
| 2008年12月3日 | Stories That Didn't Hit The Page | triple vision | -                                    | -        |

### シングル
- "Remedy" - 1st「Stories That Didn't Hit The Page 」に収録。